# Tresserre
Tresserre (katalanisch Trasserra) ist eine französische Gemeinde im Département Pyrénées-Orientales in der Region Okzitanien. Administrativ ist sie dem Kanton Les Aspres (bis 2015: Kanton Thuir) und dem Arrondissement Céret zugeteilt. Die 1.171 Einwohner (Stand: 1. Januar 2022) werden Tresserrencs genannt.

## Geographie
Tresserre liegt etwa 16 Kilometer südsüdwestlich von Perpignan. Der Fluss Tech begrenzt die Gemeinde im Südosten. Umgeben wird Tresserre von den Nachbargemeinden Villemolaque im Norden, Banyuls-dels-Aspres im Osten, Montesquieu-des-Albères im Südosten, Le Boulou im Süden sowie Passa im Westen und Nordwesten. In die Gemeinde reichen die Weinbaugebiete Rivesaltes und Côtes du Roussillon hinein.
Am Ostrand der Gemeinde führt die Autoroute A9 entlang.

## Bevölkerungsentwicklung
| Jahr                      | 1962 | 1968 | 1975 | 1982 | 1990 | 1999 | 2006 | 2012 |
| ------------------------- | ---- | ---- | ---- | ---- | ---- | ---- | ---- | ---- |
| Einwohner                 | 411  | 392  | 335  | 379  | 503  | 637  | 742  | 918  |
| Quelle: Cassini und INSEE |      |      |      |      |      |      |      |      |

## Sehenswürdigkeiten
- Kirche Saint-Saturnin in Tresserre

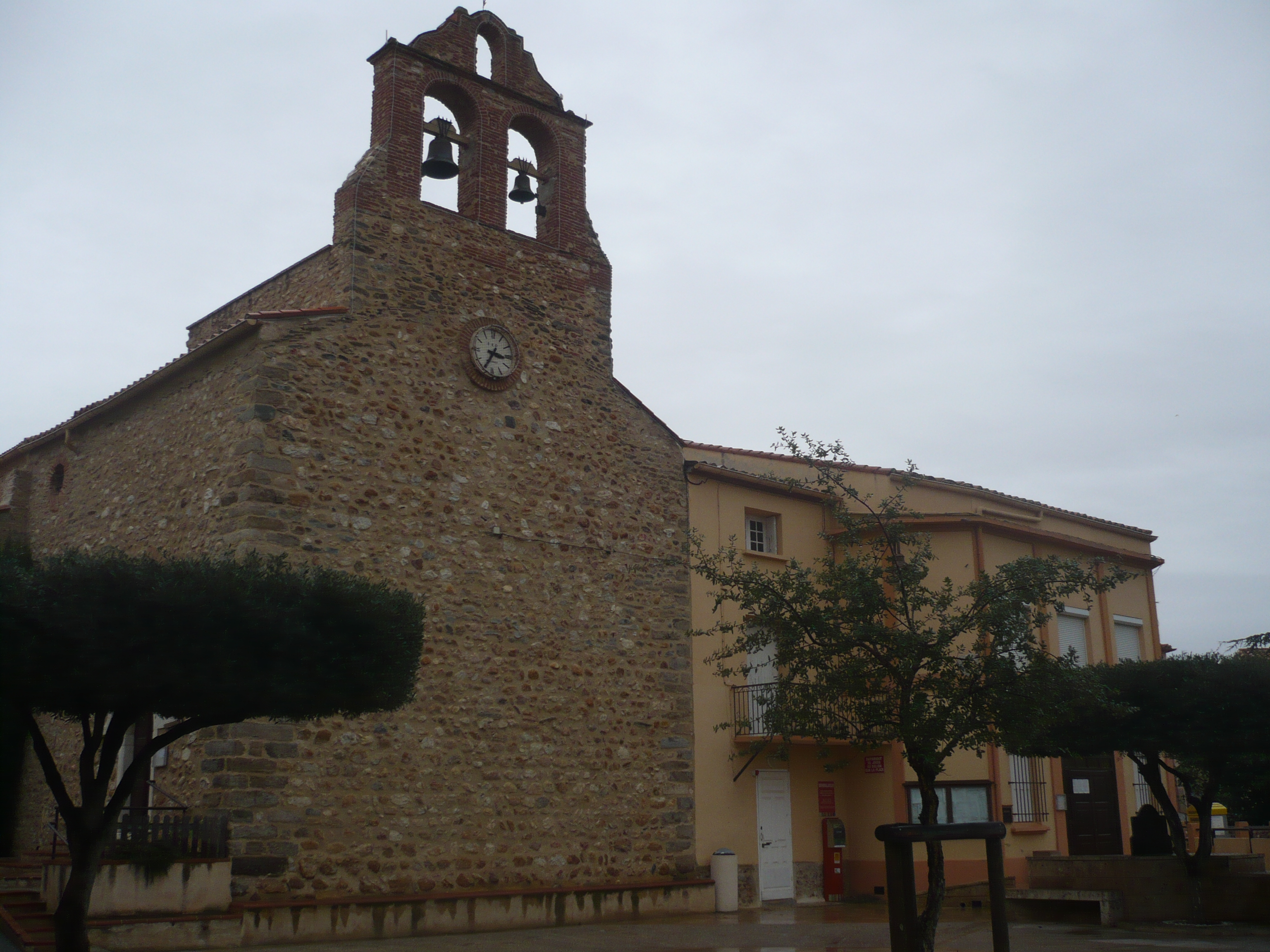
Kirche Saint-Saturnin

- Kirche Saint-Étienne in Nidolères